# وکی ویلز

وکی ویلز (به انگلیسی: Wacky Wheels) یک بازی کامپیوتری مسابقه‌ای تحت داس است که در سال ۱۹۹۴ توسط آپوجی سافت‌ور منتشر شده‌است. تاکید بیشتر این بازی از لحاظ ظاهر و نحوهٔ بازی بیشتر بر سرگرمی آن است تا واقع‌گرایی. ماشین‌های مسابقه در این بازی ماشین‌های چمن‌زن بوده و کاراکترهای بازی حیوانات باغ‌وحش هستند.